# André Carlos Ferrari
O Beato Andrea Ferrari (13 de agosto de 1850 - 2 de fevereiro de 1921) - mais tarde adotando o nome do meio "Carlo" - foi um prelado católico romano italiano que serviu como cardeal e como arcebispo de Milão de 1894 até sua morte. Ferrari era um pastor e teólogo bem-conceituado que liderou duas dioceses antes de ser nomeado para a prestigiada arquidiocese milanesa. Mas ele foi acusado de Modernismo, que levou a uma relação tensa com o Papa Pio X, que mais tarde se reconciliou com Ferrari em 1912.
A causa de sua canonização se abriu após sua morte em 1963 e ele se tornou um servo de Deus. Foi nomeado Venerável em 1975, e o papa João Paulo II o beatificou em 1987.

## Vida

### Educação e sacerdócio

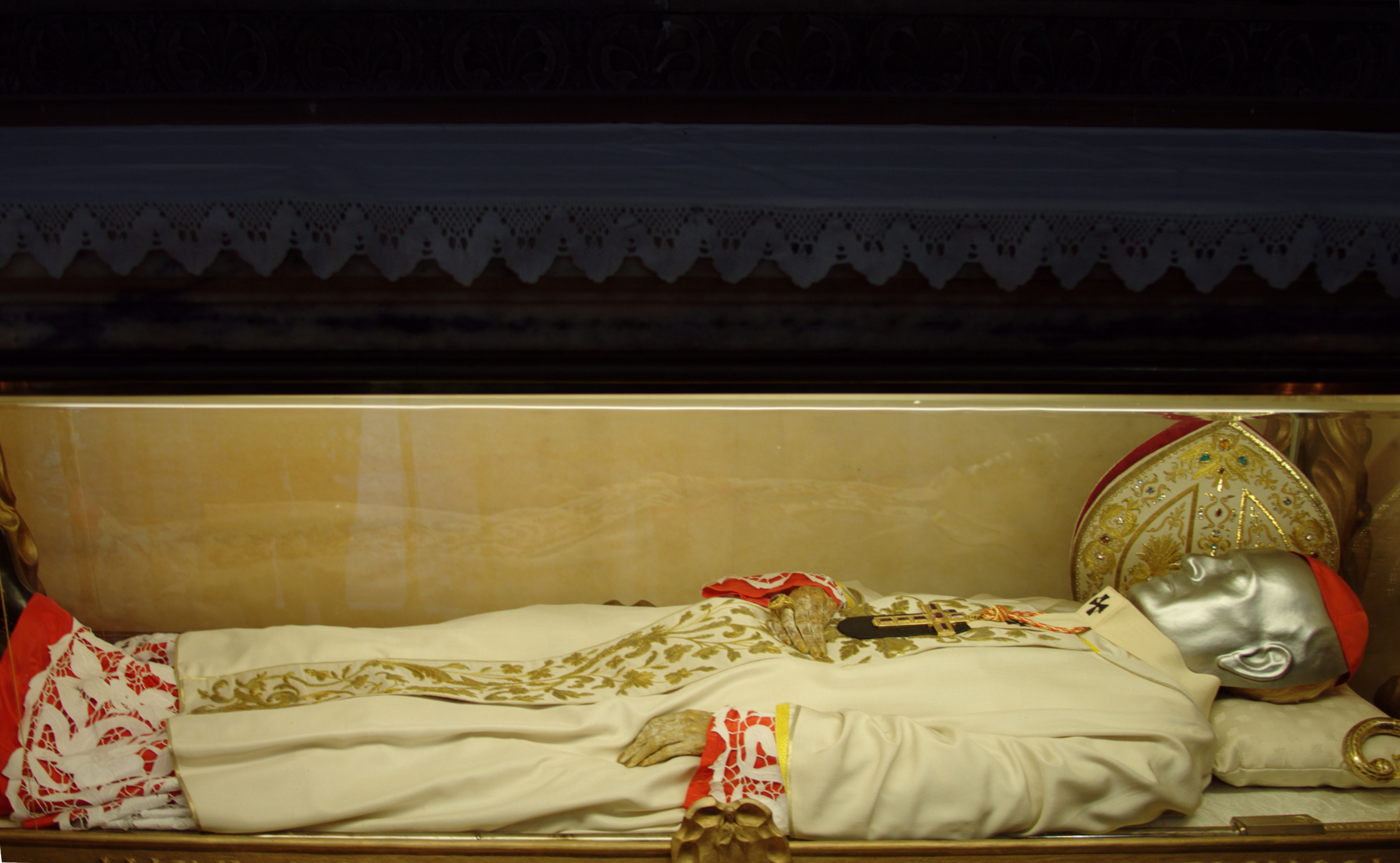
Os restos mortais do cardeal Ferrari ficam na Catedral de Milão.

Andrea Ferrari nasceu em 13 de agosto de 1850 em Lalatta (atual Palanzano), na província de Parma, como o mais velho de quatro filhos do sapateiro Giuseppe Ferrari e Maddalena Longarini; seu batismo foi celebrado em 14 de agosto. Seus dois tios paternos Abbondio e Pietro eram padres servindo em Parma. Ele recebeu sua primeira comunhão em 1860 do padre Giovanni Agostini e recebeu sua confirmação em 1866.
Sentiu o chamado para servir como sacerdote e foi educado em Parma, onde foi obter um doutorado em estudos teológicos em 1883. Ferrari recebeu as duas primeiras ordens menores em 18 de setembro de 1869 e as outras duas em 23 de setembro de 1871. Recebeu o subdiaconato em 21 de setembro 1872 e o diaconato em 15 de dezembro de 1872. Ordenado ao sacerdócio em 20 dezembro de 1873 para a diocese de Parma, onde atuou de 1874 até 1890. Também serviu como o arcipreste de Fornovo di Tarode, 1874 até 1875, quando ele foi feito o vigário curador da igreja de San Leonardo.
Ferrari atuou como vice-reitor para seminaristas em Parma e também como professor de matemática e ciências naturais em 1875 e depois tornou-se seu reitor em 1877. Ele também atuou como professor de fundamentos teológicos e ciências históricas eclesiais, bem como educá-los em assuntos teológicos morais em 1878. Foi depois que publicou a "Súmula theologiae dogmaticae generalis" em 1885 que provou ser um trabalho respeitado no campo naquele tempo e reimprimiu-se várias vezes.

### Episcopado
Em meados de 1890, foi nomeado bispo de Guastalla pelo Papa Leão XIII e recebeu a consagração episcopal em 29 de junho de 1890, do cardeal Lucido Parocchi, na igreja do Sagrado Coração de Jesus, em Villa Lante. Os co-consagradores foram Vincenzo Leone Sallua e Giovanni Maria Majoli. Ele tomou posse de sua diocese em 3 de outubro de 1890; foi transferido para a Diocese de Como em meados de 1891, após um breve mandato em Guastalla. Em Como, ele foi conhecido por sua dedicação ao povo e fez várias visitas pastorais para ver todas as suas paróquias. Em 1894, o jornal Corriere della Sera notou suas "visitas meticulosas" como administração diocesana e atenção, enquanto notava que "ele fala bem com uma boa voz". Em 1893 ele apoiou a nomeação de Giuseppe Melchiorre Sarto - futuro Papa Pio X - como Patriarca de Veneza e foi bem-sucedido em garantir a nomeação.

### Cardinalizado
Ferrari foi elevado ao cardinalato em 1894 e o papa Leão XIII nomeou-o como o Cardeal-Sacerdote de Santa Anastácia (o título e o chapéu vermelho foram conferidos uma semana após a elevação). Foi apenas uma semana depois de sua elevação que ele foi transferido para a Arquidiocese de Milão, sendo-lhe concedido o pálio antes de sua partida e ele também tomou Carlo como um nome do meio em honra de São Carlos Borromeo, que foi um predecessor durante a contra-reforma. Seu assistente particular, enquanto em Milão era o padre Giovanni Rossi. Ferrari foi um forte defensor e promotor da Rerum Novarum e abraçou os temas centrais da justiça social que o papa destacou naquele documento. Ele também contou com a ajuda do eminente Beato Giuseppe Toniolo para promovê-lo e torná-lo um tema de sua cátedra.
Sua missão principal em Milão era preservar a fé do povo através da catequese e ele fez quatro visitas pastorais como arcebispo. Ele pressionou pela publicação do Catecismo de Pio X em Milão como um passo em direção a esse objetivo. Também visitou todas as paróquias de sua arquidiocese e ficou atento às circunstâncias sociais de cada paróquia. Além disso, Ferrari realizou várias conferências episcopais para discutir assuntos da vida eclesial. Em 1895, ele realizou o Congresso Eucarístico Arquidiocesano de 1 a 5 de setembro.
Ferrari participou do conclave papal em 1903, que elegeu o papa Pio X e foi considerado "Papabile" por suas qualidades pastorais. Ferrari fez uma petição aos cardeais para apoiar um candidato pastoral a se tornar papa e começou a enviar seus votos para seu antigo colega Sarto. Ele tentou persuadir Sarto a aceitar a eleição se escolhido, embora o último insistisse que ele não deveria ser votado e que ele não aceitaria. Mas Ferrari insistiu que a recusa poderia tornar-se prejudicial para a Igreja e dolorosa para Sarto pelo resto de sua vida; Francesco Satolli convenceu Sarto das ramificações de sua recusa que motivaram a aceitação de Sarto do pontificado. Ferrari retornou a Milão no dia 10 de agosto e nesse mês viajou a Colônia para se encontrar com seu arcebispo Cardeal Anton Hubert Fischer.
Em 1908, esteve em Londres, em Westminster, para o décimo nono Congresso Eucarístico, realizado de 9 a 13 de setembro. Em 1910 ele organizou festividades para o terceiro centenário da canonização de São Carlos Borromeu. Em 1918 ele fundou a Juventude Feminina para a Azione Cattolica e confiou sua direção à Venerável Armida Barelli. Durante a Primeira Guerra Mundial, ele formou um grupo que se dedicava a cuidar de soldados e prisioneiros e foi premiado em 1919 com a Grã-Cruz da Ordem dos Santos Maurizio e Lazzaro por seus esforços.
Ferrari foi acusado de "Modernismo" em 1907, que foi uma acusação que o Papa Pio X aceitou. Ele não era modernista e denunciou-os em uma carta pastoral que emitiu em 1908. Apesar disso, as acusações o colocaram em uma posição negativa com Roma e ele decidiu ficar quieto para não atrair a ira de Pio X. Ele havia sido acusado de liberalismo excessivo e defendeu a sua arquidiocese contra mal-entendidos que Roma mantinha, embora isso levasse a uma investigação canônica de 1911. O papa percebeu o erro que havia cometido em 1912 e recebeu o cardeal depois que este assunto foi resolvido para uma reconciliação. Em 1912, ele promoveu o estabelecimento do jornal "L'Italia", que substituiu "L'Unione". Participou do conclave em 1914, que elegeu o Papa Bento XV. Ferrari estava em boas relações com Angelo Giuseppe Roncalli - o futuro papa João XXIII. Os dois conheciam bem um ao outro e Roncalli foi quem celebrou seu funeral. Ele também foi próximo de Achille Ratti, que foi seu sucessor em Milão e futuro Papa Pio XI.  Ferrari ordenou como padres os futuros cardeais Camillo Caccia Dominioni (1899) e Carlo Confalonieri (1916), além do bispo Giorgio Giovanni Elli (1903) e o arcebispo Mario Giardini (1904).

### Morte
Ferrari morreu em 1921 às 5:55 da tarde depois que ele terminou a recitação de um dos rosários ele próprio começou devido ao câncer na garganta e foi enterrado na catedral arquidiocesana sob o altar do Sagrado Coração. O primeiro sinal de sua doença por volta de 1918 foi simples rouquidão, embora tenha sido diagnosticado como câncer de garganta. Seu velho amigo Roncalli se referiria a ele mais tarde como um "santo autêntico". Em Legnano, uma igreja foi construída de 1987 a 1989 e dedicada a ele. O cardeal Carlo Maria Martini consagrou a igreja em 1991.

## Beatificação
Os milaneses vieram reverenciar Ferrari por sua forte santidade e seu velho amigo Papa João XXIII abriu sua causa de canonização em 10 de fevereiro de 1963. Isso aconteceu depois que seu sucessor milanês Alfredo Ildefonso Schuster abriu a fase informativa de investigação para sua beatificação em 1951. Papa Paulo VI (outro sucessor milanês) proclamou-o Venerável em 1 de fevereiro de 1975 em reconhecimento de sua vida de virtude heroica. O papa João Paulo II beatificou a Ferrari em 10 de maio de 1987 na Praça de São Pedro.
O atual postulador dessa causa é o padre franciscano Giovangiuseppe Califano.

## Heráldica
| Stemma | Descrizione                                                                       | Blasonatura |
|        | Andrea Carlo Ferrari Cardinale presbitero di Sant'Anastasia Arcivescovo di Milano | troncato: nel 1° al naturale con la Madonna Immacolata attorniata da dodici stelle, nel 2° d'oro al cancello aperto al naturale con un leone di nero rampante. Lo scudo, accollato a una croce astile patriarcale d'oro, posta in palo, è timbrato da un cappello con cordoni e nappe di rosso. Le nappe, in numero di trenta, sono disposte quindici per parte, in cinque ordini di 1, 2, 3, 4, 5. |